# Línea 11 del Trolebús de la Ciudad de México
La Línea 11 del Trolebús de la Ciudad de México también llamado Trolebús Chalco-Santa Martha, es una línea de autobuses de tránsito rápido, recorre de norte a sur y viceversa sobre la Autopista México-Puebla: La Concordia-Eje 10 desde Santa Marta hasta Chalco. Es la segunda línea que correrá dentro del Estado de México solo por detrás de la Línea 5, corriendo desde Santa Martha a Chalco.
Claudia Sheinbaum ha confirmado que la línea se ampliará en un futuro cercano a Ixtapaluca.

## Historia
El 23 de octubre de 2021, se firmó el convenio entre la Ciudad de México y el Estado de México para realizar el proyecto "Corredor con autobuses de alta capacidad tipo Trolebús Chalco – Santa  Martha", este corredor iría de Chalco de Díaz Covarrubias hasta Santa Marta en la alcaldía de Iztapalapa, con una longitud de 18.5 kilómetros de los cuales 7.2 kilómetros serán de forma elevada. De manera oficial comenzaron las obras de construcción entre abril y mayo de 2022.
Este proyecto contempla un total de 15 estaciones, teniendo conexión en Santa Marta con la Línea A del Metro de la Ciudad de México, la Línea 2 del Cablebús y la Línea 10 del Trolebús, línea la cual será ampliada hasta Mixcoac. Se espera que la obra termine en el primer trimestre de 12 de mayo de 2025.
El 18 de mayo de 2025, inicio operaciones la línea Chalco – Santa Marta con 108 trolebuses articulados con un costo de $13 MXN es importante tener el saldo de $20 MXN en la tarjeta de movilidad integrada (MI) de manera personal, debido a que lo necesitarás al ingresar y salir de la estación para la devolución de los $7 MXN, excepto la ruta de Chalco – Constitución de 1917 que tiene la tarifa de $20 MXN.